# Asparagus vvedenskyi
Asparagus vvedenskyi — вид рослин із родини холодкових (Asparagaceae).

## Середовище проживання
Ареал: Казахстан.